# Bewegingswetenschappen
Bewegingswetenschappen en revalidatiewetenschappen zijn universitaire studies en bestuderen het gezond en pathologisch bewegen van de mens.
 Bewegingswetenschappen is als een opzichzelfstaande studie te volgen aan de Vrije Universiteit Amsterdam en de Rijksuniversiteit Groningen in Nederland, aan de Katholieke Universiteit Leuven (KU Leuven), de Vrije Universiteit Brussel (VUB) en de Universiteit Gent (UGent) in België en de Vrije Universiteit van Berlijn in Duitsland.

Op enkele andere universiteiten is de studie een bachelordifferentiatie van Gezondheidswetenschappen of Biomedische Wetenschappen. Zo is Bewegingswetenschappen aan de Radboud Universiteit Nijmegen een masteropleiding die gevolgd kan worden na het behalen van de bachelor Biomedische Wetenschappen. Aan de Universiteit Maastricht is bewegingswetenschappen een afstudeerrichting van de bachelor Biomedische Wetenschappen. Na een eerste gemeenschappelijk jaar, zijn jaar 2 en 3 van deze Bachelorrichting in Maastricht geheel op Bewegingswetenschappen gericht. De opleiding bestaat uit een drie jaar durende Bachelor-fase gevolgd door een één of twee jaar durende Master-fase. Wanneer een student de gehele studie heeft doorlopen krijgt deze de titel Master of Science (MSc). Bewegingswetenschappen heeft een sterk research karakter en kenmerkt zich door de volgende stromingen:
- Bewegingssysteem
- Bewegingscoördinatie en sturing
- Ergonomie
- Revalidatie
- Veroudering
- Psychomotorische therapie
- Sport

Vakken die bij de studie bewegingswetenschappen aan de orde komen zijn o.a.:
- Fysiologie
- Anatomie
- Pathologie
- Biomechanica
- Epidemiologie
- Statistiek
- Functieleer
- Wiskunde
- Psychologie